# Brouains
Brouains é uma comuna francesa na região administrativa da Normandia, no departamento Mancha. Estende-se por uma área de 3,78 km². Em 2010 a comuna tinha 138 habitantes (densidade: 36,5 hab./km²).